# Valdina
Valdina es una localidad italiana de la provincia de Mesina, región de Sicilia, con 1.276 habitantes.

## Evolución demográfica
| Gráfica de evolución demográfica de Valdina entre 1861 y 2001 |
|                                                               |
| Fuente ISTAT - Elaboración gráfica por parte de Wikipedia     |